# Quercus depressa
Quercus depressa es una especie del género Quercus dentro de la familia Fagaceae. Está clasificada en la sección Lobatae; del roble rojo de América del Norte, Centroamérica y el norte de América del Sur que tienen los estilos largos, las bellotas maduran en 18 meses y tienen un sabor muy amargo. Las hojas suelen tener lóbulos con las puntas afiladas, con cerdas o con púas en el lóbulo.

## Distribución y hábitat
Es un endemismo de México.

## Taxonomía
Quercus depressa fue descrita por Humb. & Bonpl. y publicado en Plantae Aequinoctiales 2: 50, pl. 92. 1809.
Etimología
Quercus: nombre genérico del latín que designaba igualmente al roble y a la encina.
depressa: epíteto latíno que significa "deprimido".
Sinonimia
- Quercus laurina M.Martens & Galeotti
- Quercus subavenia Trel.[4][5]